# マティアス・ツィンマーマン (1992年生のサッカー選手)
マティアス・ユルゲン・ツィンマーマン（Matthias Jürgen Zimmermann 、1992年6月16日 - ）は、ドイツ・バーデン＝ヴュルテンベルク州プフォルツハイム出身のプロサッカー選手。ブンデスリーガ・フォルトゥナ・デュッセルドルフ所属。ポジションは、ミッドフィールダー。

## 経歴
カールスルーエSCの下部組織出身。2009年12月のロート・ヴァイス・アーレン戦でトップチームデビュー。2010年、フリッツ・ヴァルター・メダルU-18部門で銅メダルを受賞。翌年はU-19部門で銀メダルを受賞。
2011年6月、ボルシア・メンヒェングラートバッハに3年契約で移籍。
2013年1月、SpVggグロイター・フュルトに期限付き移籍。
2013年6月、SVザントハウゼンに期限付き移籍。
2015–16シーズンから3. リーガのVfBシュトゥットガルトIIに加入。2016年5月のSVヴェルダー・ブレーメン戦でトップチーム初出場。2017年12月、2016-17シーズンまでの契約を2019年6月まで2年延長した。
2018年7月16日、フォルトゥナ・デュッセルドルフに移籍した。契約期間は2年間。

## 代表歴
UEFA U-17欧州選手権2009はメンバーの一員として優勝に貢献。2009 FIFA U-17ワールドカップにも参加した。